# PLCH2
La fosfoinosítido fosfolipasa C eta 2 (PLCH2) (EC 3.1.4.11) es una isozima humana de la enzima fosfoinosítido fosfolipasa C. Cataliza la reacción:
1-fosfatidil-1D-mio-inositol 4,5-bisfosfato + H2O {\displaystyle \rightleftharpoons } 1D-mio-inositol-1,4,5-trisfosfato + diacilglicerol
Tiene como función la producción de las moléculas mensajeras diacilglicerol e inositol 1,4,5-trifosfato. Utiliza como cofactor calcio. La actividad de esta fosfolipasa es muy sensible a la concentración de calcio. Puede que sea importante para la formación y mantenimiento de la red neuronal en el cerebro de los recién nacidos. Su localización es la membrana celular. Se expresa en la retina y el riñón. Contiene un dominio C2, un dominio manos EF, un dominios PH, un dominio PI-PLC X-box y un dominio PI-PLC Y-box.